# تاريخ اليهود في إيران
تعود بدايات التاريخ اليهودي في إيران إلى العصورالتوراتية المتأخرة (منتصف الألفية الأولى قبل الميلاد). تحتوي أسفار أشعيا ودانيال وعزرا ونحميا في الكتاب المقدس على إشارات إلى حياة وخبرات اليهود في بلاد فارس. في سفرعزرا، يُنسب إلى الملوك الفارسيين السماح لليهود بالعودة إلى القدس وإعادة بناء هيكلهم وتمكينهم من ذلك. أعيد بنائه «حسب مرسوم كورش وداريوس وأرتحشستا ملك فارس» (عزرا 6:14). حدث هذا الحدث العظيم في التاريخ اليهودي في أواخر القرن السادس قبل الميلاد، وفي ذلك الوقت كانت هناك جالية يهودية راسخة ومؤثرة في بلاد فارس.

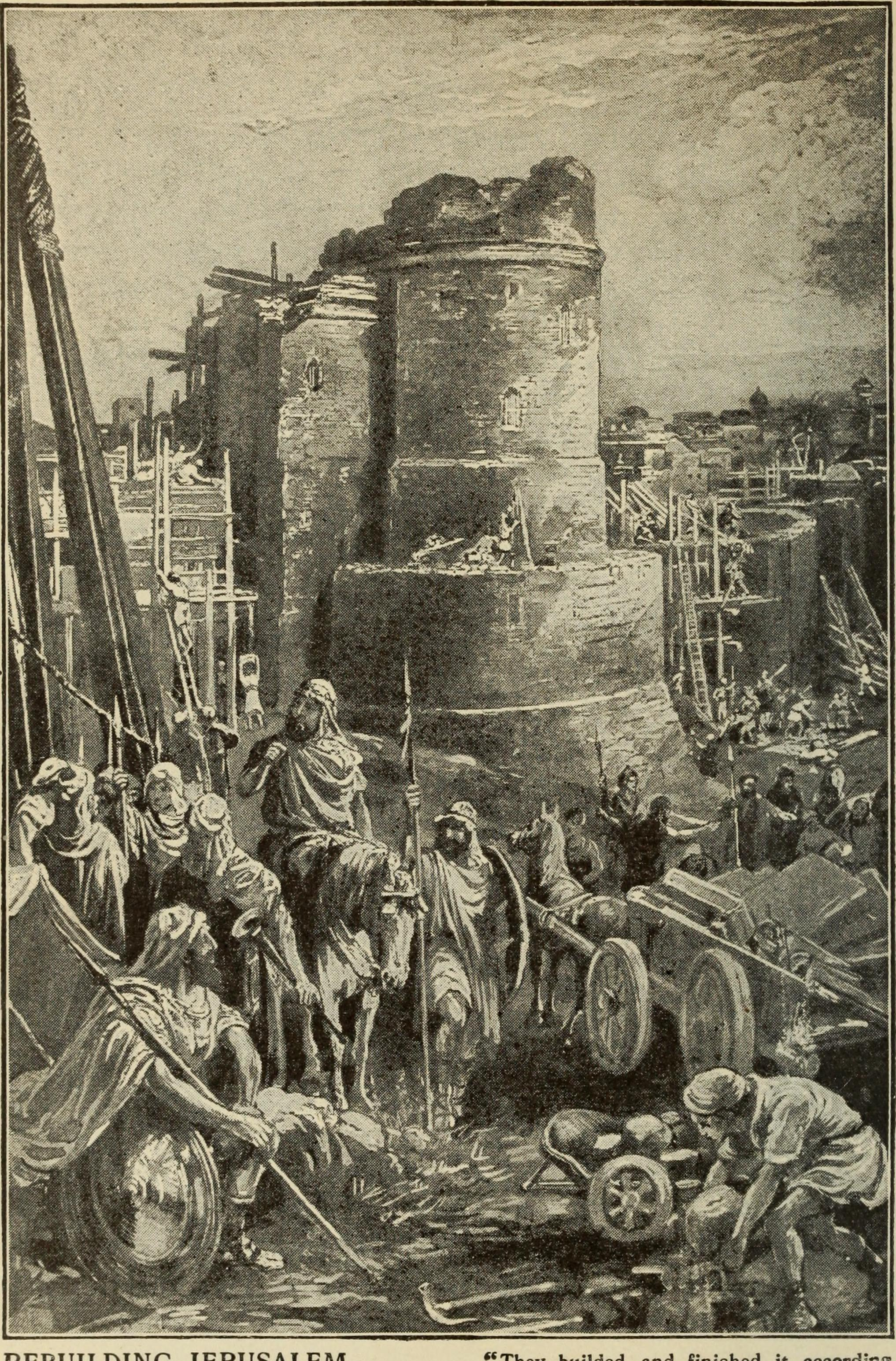
اليهود يندبون على أنقاض القدس. أعاد كورش وداريوس وأرتحشستا بناء أورشليم، من "يومنا في ضوء النبوءة" ، 1921.

عاش اليهود الفارسيون في أراضي إيران الحالية لأكثر من 2700 عام، منذ أول شتات يهودي عندما غزا الملك الآشوري شلمنصرالخامس مملكة إسرائيل (الشمالية) (722 قبل الميلاد) وأرسل بني إسرائيل (القبائل العشر المفقودة) إلى الأسر. في خراسان. في عام 586 قبل الميلاد، طردت الإمبراطورية البابلية الجديدة أعدادًا كبيرة من اليهود من يهودا إلى الأسر البابلية.
عاش اليهود الذين هاجروا إلى بلاد فارس القديمة في الغالب في مجتمعاتهم الخاصة. تشمل المجتمعات اليهودية الفارسية المجتمعات القديمة (وحتى منتصف القرن العشرين التي لا تزال موجودة) ليس فقط في إيران، ولكن أيضًا المجتمعات الأذربيجانية والأرمنية والجورجية والعراقية والبخارية واليهودية الجبلية.
تم عزل بعض المجتمعات عن المجتمعات اليهودية الأخرى، لدرجة أن تصنيفهم على أنهم «يهود فارسيون» هو مسألة تتعلق بملاءمة لغوية أو جغرافية وليس علاقة تاريخية فعلية مع بعضهم البعض. خلال ذروة الإمبراطورية الفارسية، يُعتقد أن اليهود شكلوا ما يصل إلى 20 ٪ من السكان.
يتتبع اليهود تراثهم في إيران إلى المنفى البابلي في القرن السادس قبل الميلاد واحتفظوا بهويتهم العرقية واللغوية والدينية. ومع ذلك، تشير دراسة قطرية لمكتبة الكونغرس عن إيران إلى أنه «على مر القرون أصبح يهود إيران غيرمميزين جسديًا وثقافيًا ولغويًا عن السكان غيراليهود. الغالبية العظمى من اليهود يتحدثون الفارسية كلغة أم، وتتحدث أقلية صغيرة، الكردية». في عام 2012، أفاد الإحصاء الرسمي الإيراني عن 8756 مواطنًا يهوديًا، بانخفاض عن 25000 في عام 2009.

## المنفى الآشوري للمملكة الشمالية
وفقًا للكتاب المقدس، كانت مملكة إسرائيل (أو المملكة الشمالية) واحدة من الدول التي خلفت النظام الملكي الموحد الأقدم (الذي يُطلق عليه أيضًا مملكة إسرائيل)، والذي ظهرفي حوالي 930 قبل الميلاد بعد رفض القبائل الشمالية لإسرائيل ملكهم رحبعام بن سليمان. في ج. عام 732 قبل الميلاد، نهب الملك الآشوري تغلث بلاصرالثالث دمشق وإسرائيل وضم أرامي وأراضي أسباط رأوبين وجاد ومنسى في جلعاد بما في ذلك البؤرالاستيطانية في صحراء يطورونافيش ونوداب. استمرت إسرائيل في الوجود داخل الأراضي المقلصة كمملكة مستقلة خاضعة لآشورحتى حوالي 725 - 720 قبل الميلاد، عندما غزت مرة أخرى من قبل آشور وتم ترحيل بقية السكان. منذ ذلك الوقت، لا يوجد أثر لمملكة إسرائيل ويشارإلى سكانها عادة باسم القبائل العشر المفقودة. يذكرالكتاب المقدس (ملوك الثاني 18:11) أن جزءًا من هذه القبائل العشر المفقودة قد طُردوا إلى أرض الميديين في إيران الحالية. يشير كتاب طوبيا، وهو جزء من أبوكريفا، إلى وجود أناس من سبط نفتالي يعيشون في راجيس (ري، إيران) وإكباتانا (همدان) في زمن الآشوريين (كتاب طوبيا 6:12).

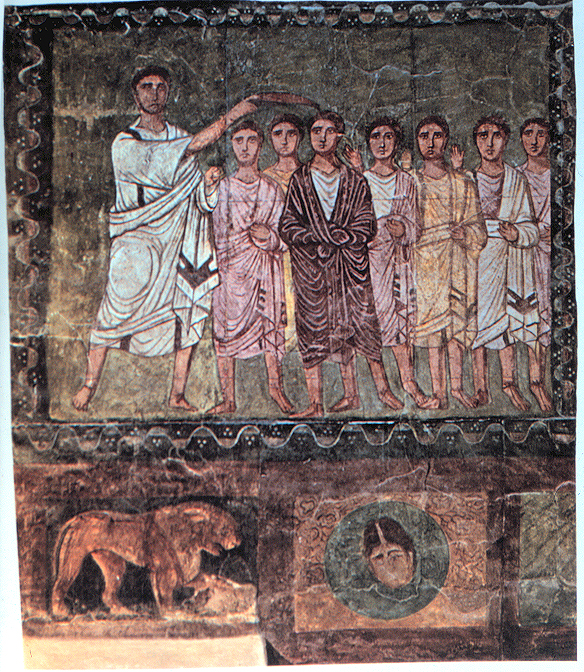
صموئيل يمسح داود. يجب مسح المسيح اليهودي ، وكورش هو الأمم الوحيد الذي تمت الإشارة إليه في الكتاب المقدس على أنه المسيح.

## يهود الفرس تحت حكم كورش الكبير

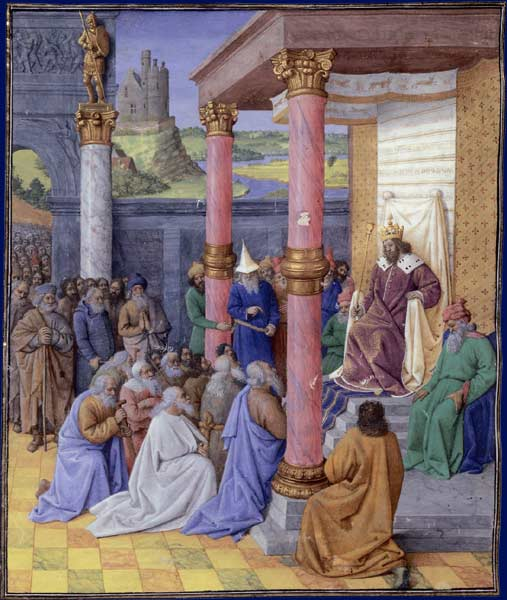
سمح كورش الكبير للحجاج العبرانيين بالعودة إلى القدس وإعادة بناءها

ثلاث مرات خلال القرن السادس قبل الميلاد، سبى نبوخذ نصر يهود (العبرانيين) من مملكة يهوذا القديمة إلى بابل. ذكرت هذه المناسبات الثلاث المنفصلة في إرميا (52: 28-30). كان المنفى الأول في زمن يهوياكينعام 597 قبل الميلاد، عندما نهب جزء من معبد القدس وسبى عدد من المواطنين البارزين. بعد إحدى عشرة سنة (في عهد صدقيا) اندلعت انتفاضة يهودية جديدة. دمرت المدينة بالأرض، وتبع ذلك سبي آخر. أخيرًا، بعد خمس سنوات، سجل إرميا سبياً ثالثًا. بعد الإطاحة ببابل من قبل الإمبراطورية الأخمينية، أعطى كورش الكبير لليهود الإذن بالعودة إلى أرضهم الأصلية (537 قبل الميلاد). وفقًا للكتاب المقدس العبري (انظر يهوياقيم؛ عزرا؛ نحميا واليهود) يُقال إن أكثرمن أربعين ألفًا قد استفادوا من الامتياز، لكن هذا لا تدعمه الدراسات الحديثة. يزعم ليستر جراب بأن الهجرة ربما كانت ستصل إلى حد ضئيل على مدى عقود، مع عدم إظهارالمدونات الأثرية أي دليل على زيادات كبيرة في السكان في أي وقت خلال الفترة الفارسية. سمح لهم قورش أيضًا بممارسة دينهم بحرية (انظر أسطوانة قورش) على عكس الحكام الآشوريين والبابليين السابقين.

## فترة الهيكل الثاني
يذكرالكتاب المقدس أن كورش أمر بإعادة بناء الهيكل الثاني في نفس المكان الذي كان فيه الهيكل الأول لكنه مات قبل اكتماله. طعن في الأصل التاريخي لهذه المعلومة. يدعي البروفيسور ليستر ل. غرابي بأنه لم يكن هناك مرسوم ولكن كانت هناك سياسة تسمح للمنفيين بالعودة إلى أوطانهم وإعادة بناء معابدهم. ويدعي بأن علم الآثار يشير إلى أن العودة كانت «هزيلة»، وربما حدثت على مدى عقود، مما أدى إلى إن أقصى حد لعدد السكان ربما يصل إلى 30000. وصف فيليب آرديفيز صحة المرسوم بأنها «مشكوك فيه»، مستشهداً ب غراب وأضاف أن جيه برييند جادل ضد «مدى أصالة عزرا 1.1-4 هو جيه برييند، في ورقة قدمت في المعهد الكاثوليكي في باريس في 15 ديسمبر. 1993، الذي ينفي أنه يشبه شكل وثيقة رسمية ولكنه يعكس بالأحرى لغة نبوية كتابية». تعتقد ماري جوان وين ليث أن المرسوم في عزرا قد يكون أصيلًا وفي مدونة (أسطوانة)، مثل القواعد المبكرة، كان من خلال هذه المراسيم يحاول الحصول على الدعم من أولئك الذين قد يكونون مهمين من الناحية الاستراتيجية، وخاصة أولئك المقربين من مصر الذين رغب من خلال ذلك بالسيطرة عليهم. وكتب أيضًا أن «الأستغاثات ل مردوخ في الأسطوانة ول يهوه في المرسوم التوراتي تظهر الميل الفارسي لاستقطاب التقاليد الدينية والسياسية المحلية لصالح السيطرة الإمبراطورية».تولى  داريوس الكبير، بعد فترة قصيرة من حكم قمبيز، السلطة على الإمبراطورية الفارسية وأمر بإكمال الهيكل. وقد تم ذلك بحافز من مشورات وتحذيرات الأنبياء حجاي وزكريا. وكان جاهزاً للقداس في ربيع عام 515 قبل الميلاد، بعد أكثر من عشرين عامًا من عودة اليهود من المنفى.

### هامان واليهود
في كتاب إستر، وصف هامان بأنه نبيل أجاجيت ووزير للإمبراطورية الفارسية تحت حكم الملك الفارسي أحشويروش، والذي تم تحديده بشكل عام من قبل علماء الكتاب المقدس على أنه من المحتمل أن يكون زركسيس الأول في القرن السادس قبل الميلاد. حاك هامان وزوجته زريش مؤامرة لقتل كل يهود بلاد فارس القديمة. احبطت المؤامرة من قبل الملكة استير ومردخاي. ونتيجة لذلك شنق هامان وبنوه العشرة. يحتفل بأحداث سفر أستير في عيد المساخر اليهودي.

### الفترة البارثية
لا تحتوي المصادر اليهودية على أي ذكر للتأثيرالبارثي ولا يوجد اسم «بارثيا». والأرمينية Sanatroces الأمير، من البيت الملكي للArsacides، ذكر في «الوقائع الصغيرة» باعتبارها واحدة من خلفاء الكسندرال(diadochoi). من بين الأمراء الآسيويين الآخرين، وصلت النص الروماني لصالح اليهود إلى الأمير Arsaces أيضًا (أنا ماك الخامس عشر 22)؛ ومع ذلك، لم يحدد أي Arsaces. بعد فترة قصيرة على غزو الدولة البارثية البابلية من قبل جيش يهودي. سار الملك السوري ، أنطيوخس سيدتس، ضد البارثيين بصحبة هيركانوس الأول. عندما هزمت جيوش الحلفاء البارثيين (129 قبل الميلاد) في الزاب العظيم (ليكوس)، أمرالملك بوقف إطلاق النارلمدة يومين بسبب يوم السبت اليهودي. وشافوت. في عام 40 قبل الميلاد، سقط الملك الدمى اليهودي، هيركانوس الثاني، في أيدي البارثيين الذين قطعوا أذنيه لجعله غيرصالح للحكم. على ما يبدوفأن يهود بابل، قصدوا إنشاء كهنوت أعلى للمنفي هيركانوس، مستقلاً عن أرض إسرائيل. ومع ذلك، حدث العكس: قبل يهود يهودا يهودياً بابلياً، Ananel، كرئيس كهنتهم مما يدل على التقدير الكبير الذي كان يحضى به يهود بابل. في الأمور الدينية، كان البابليون، مثل بقية اليهود في الشتات، يعتمدون على أرض إسرائيل والقدس على وجه الخصوص، والتي كان من المتوقع أن يسافروا إليها من أجل الاحتفال بالأعياد.
كانت الإمبراطورية البارثية إمبراطورية دائمة قائمة على نظام غيرمحكم من الملوك التابعين. كان لهذا الافتقار إلى حكم مركزي صارم آثاره السلبية على الإمبراطورية، مثل ظهور دولة قطاع الطرق اليهودية في نيهارديا (انظر Anilai وAsinai). ومع ذلك، فإن التسامح مع سلالة أرسايد كان أسطوريًا مثل السلالة الفارسية الأولى، الأخمينية. حتى أن هناك حسابًا يشير إلى تحويل عدد صغير من الملوك التابعين البارثيين للأديابين إلى اليهودية. لا تُظهرهذه الأمثلة وغيرها تسامح ملوك البارثيين فحسب، بل هي أيضًا شهادة على المدى الذي رأى فيه البارثيون أنفسهم ورثةً للإمبراطورية السابقة لكورش العظيم. كان الفرثيون يحمون الأقلية اليهودية بشكل كبيركما يتجلى في القول اليهودي القديم «عندما ترى مسؤلاً بارثيًا مقيدًا إلى شاهد قبر في أرض إسرائيل، ستكون ساعة المسيح قريبة» .
أراد اليهود البابليون القتال في قضية مشتركة مع إخوتهم في اليهودية ضد فيسباسيان. لكن لم يقاتلوا إلا بعد أن شن الرومان حربًا تحت قيادة تراجان ضد بارثيا. إلى حد كبير، عنت ثورة اليهود البابليين أن الرومان لم يصبحوا سادة بابل. يتحدث فيلوعن العدد الكبيرمن اليهود المقيمين في ذلك البلد، وهوعدد السكان الذي إزداد بشكل كبير بسبب المهاجرين الجدد بعد تدميرالقدس. اعتادت بابل في القدس منذ العصور الأولى على التطلع إلى الشرق للحصول على المساعدة، وكانت مدركةً، كما كان المدعي الروماني بترونيوس، أن يهود بابل يمكن أن يقدموا مساعدة فعالة، أصبحت بابل مع سقوط القدس حصنًا لليهودية. أدى انهيار ثورة بار كوخبا بلا شك إلى زيادة عدد اللاجئين اليهود في بابل.
ربما كان الاعتراف بالخدمات التي قدمها يهود بابل، وبيت داود على وجه الخصوص، هو الذي دفع الملوك البارثيين إلى ترقية أمراء السبي، الذين كانوا حتى ذلك الحين أكثر من مجرد جباة ضرائب، إلى كرامة الأمراء الحقيقيين، يدعون ريش جالوتا. وهكذا، تم تزويد العديد من الرعايا اليهود بسلطة مركزية تضمن تطورًا غيرمضطرب في شؤونهم الداخلية.

### الفترة الساسانية
بحلول أوائل القرن الثالث، عادت التأثيرات الفارسية للظهور مرة أخرى. في شتاء عام 226 م، أطاح أردشير الأول بآخرملوك البارثيين (أرتابانوس الرابع)، ودمرحكم الأرساكيين، وأسس سلالة الساسانيين اللامعة. بينما كان التأثير الهلنستي محسوسًا بين البارثيين المتسامحين دينياً، عززالساسانيون الجانب الفارسي من الحياة، وفضلوا اللغة البهلوية، وأعادوا الديانة التوحيدية القديمة للزرادشتية التي أصبحت ديانة الدولة الرسمية. أدى ذلك إلى قمع الديانات الأخرى. يحتوي نقش كهنوتي زرادشتي من زمن الملك بهرام الثاني (276-293 م) على قائمة من الأديان (بما في ذلك اليهودية والمسيحية والبوذية وما إلى ذلك) التي ادعى الحكم الساساني أنه «حطمها».
كان شابور الأول (أو شفورمالكا، وهو الشكل الآرامي للاسم) صديقًا لليهود. جلبت صداقته مع شموئيل العديد من المزايا للمجتمع اليهودي. وبحسب المصادر الحاخامية ، كانت والدة شابور الثاني يهودية، مما أعطى الجالية اليهودية حرية نسبية في الدين والعديد من المزايا. وكان أيضًا صديقًا لحاخام بابلي في التلمود اسمه رابا. مكنته صداقة رابا مع شابور الثاني من تأمين تخفيف القوانين القمعية التي تم سنها ضد اليهود في الإمبراطورية الفارسية. بالإضافة إلى ذلك، أشار رابا أحيانًا إلى تلميذه الأذكى عباي بمصطلح شفور مالكا الذي يعني «شابوت [الملك]» بسبب سرعة ذكاءه.
زوجة يزدجرد الأول وأم بهرام الخامس كانت شوشاندخت التي كانت ابنة المنفيون Huna ب. ناثان. حصلت Shushandukht على العديد من المكاسب للمجتمع اليهودي وأمرت ببناء أحياء يهودية في تستر وشوشان وهمدان وأصفهان. اعتقد بعض المؤرخين مثل إرنست هرتسفيلد أن قبر إستير ومردخاي في همدان قد يكون قبر شوشاندخت.
عانى المسيحيون واليهود من الاضطهاد من حين لآخر. لكن هؤلاء، الذين سكنوا في كتل متراصة في مدن مثل أصفهان، لم يتعرضوا لمثل هذا الاضطهاد العام الذي اندلع ضد المسيحيين الأكثر عزلة. وفي القرن الخامس، عانى اليهود من الاضطهاد في عهدي يزدجرد الثاني وبيروز.

### الفترة الإسلامية المبكرة (634 إلى 1255)
في وقت الفتح الإسلامي لبلاد فارس، كان اليهود تحت ضغط الحكام الساسانيين الشديد. أعدم العديد من الشخصيات الدينية اليهودية وتعرض المجتمع اليهودي للضغط. وهكذا رحب كثير من اليهود بالجيوش العربية بأذرع مفتوحة. كتب أحد يهود أصفهان، «أبو نعيم»، في «قصص أخبار أصفهان» أن يهودًا هرعوا إلى أبواب أصفهان لفتحها للعرب. وكتب كذلك أن كثيرين أخذوا آلات موسيقية للأحتفال. اعتقد هؤلاء اليهود أن زمن المسيح آتٍ. يعتقد أمنون نيتزر أن هذه القصة تدل على أن اليهود كانوا يشكلون غالبية سكان أصفهان في ذلك الوقت، لأن هذا الفعل كان من المرجح أن يثيرغضب الزرادشتيين المحليين.
بعد الفتح الإسلامي لبلاد فارس، منح اليهود، إلى جانب المسيحيين والزرادشتيين، مكانة أهل الذمة، وهم رعايا أدنى في الإمبراطورية الإسلامية. سُمح للذميين بممارسة شعائرهم الدينية، لكنهم أُجبروا على دفع ضرائب (الجزية، ضريبة الرأس، وفي البداية أيضًا ضريبة الخراج، ضريبة الأرض) لصالح الفاتحين العرب المسلمين، وكتعويض عن إعفائهم من الخدمة العسكرية والزكاة المفروضة على المسلمين. كما طُلب من أهل الذمة الخضوع لعدد من القيود الاجتماعية والقانونية، على الرغم من تخفيف بعض هذه القيود في بعض الأحيان، إلا أن الحالة العامة لعدم المساواة ظلت سارية حتى الغزو المغولي. يذكر المؤرخ الفارسي استاخري من القرن العاشر ذلك:

### حكم المغول (1256 إلى 1318)

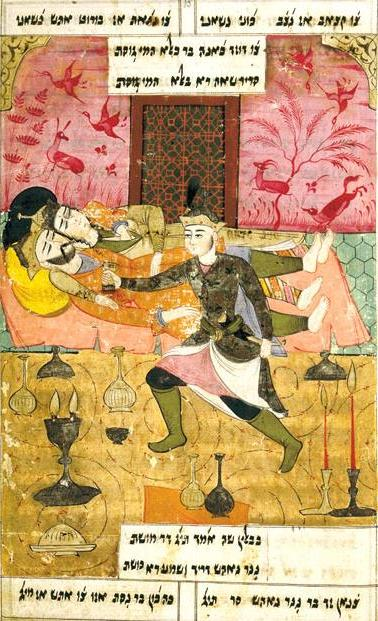
العبرية نسخة من نظامي الصورة «خسرو شيرين زارة شؤون المحاربين القدامى».

في عام 1255، بدأ المغول بقيادة هولاكو خان هجومًا على بلاد فارس، وفي عام 1257 استولوا على بغداد، وبذلك أنهوا الخلافة العباسية. في بلاد فارس والمناطق المحيطة بها، أنشأ المغول تقسيمًا للإمبراطورية المغولية يُعرف باسم الدولة الأليخانية. اعتبرالإلخانات جميع الأديان متساوية، وألغى الحكام المغول التمييزضد طبقات الذميين. حتى أن أرغون خان، أحد حكام الإلخانات، فضل اليهود والمسيحيين في المناصب الإدارية وعين سعد الدولة، اليهودي، وزيراً له. ومع ذلك، أثار التعيين استياء رجال الدين المسلمين، وبعد وفاة أرغون عام 1291، قُتل سعد الدولة وعانى اليهود الفارسيون فترة من الاضطهاد العنيف من قبل رجال الدين من السكان المسلمين. كتب المؤرخ المسيحي المعاصر بارهيبراوس عن أعمال العنف التي ارتكبت ضد اليهود خلال تلك الفترة «لا يمكن أن يتلفظها لسان ولا أن يكتبها قلم».
بشر تحول غازان خان إلى الإسلام عام 1295 اليهود الفرس بتحول واضح نحو الأسوأ، حيث هبطوا مرة أخرى إلى مرتبة أهل الذمة. ضغط أولجيتو، خليفة غازان خان، على بعض اليهود لاعتناق الإسلام. أشهر هؤلاء كان راشد الدين حمداني، الطبيب والمؤرخ ورجل الدولة، الذي اعتنق الإسلام من أجل تعزيز مسيرته المهنية في بلاط أولجيتو. ومع ذلك، أعدم في عام 1318 بتهمة كيدية بتسميم أولجيتو ولعدة أيام حملت الحشود رأسه حول مدينته الأصلية تبريزمرددين «هذا رأس اليهودي الذي أساء اسم الله؛ لعنة الله عليه».! بعد حوالي 100 عام، دمر ميران شاه قبررشيد الدين، وأعيد دفن رفاته في المقبرة اليهودية. توضح حالة رشيد الدين نمطًا يميز معاملة المتحولين من اليهود في بلاد فارس عن معاملتهم في معظم الأراضي الإسلامية الأخرى، حيث رحب بالمتحولين اليهود وواندمجوا بسهولة مع المسلمين. ومع ذلك، في بلاد فارس، كان المتحولون من اليهود يُوصمون بالعارعادةً بسبب أصولهم اليهودية لعدة أجيال.

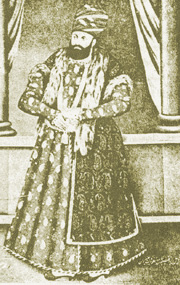
كان للحاج إبراهيم كلنتار شيرازي دور فعال في إنهاء سلالة الزند. لطالما أشار إليه ناصر الدين شاه قاجار على أنه يهودي.

### السلالات الصفوية والقاجية (1502 إلى 1925)

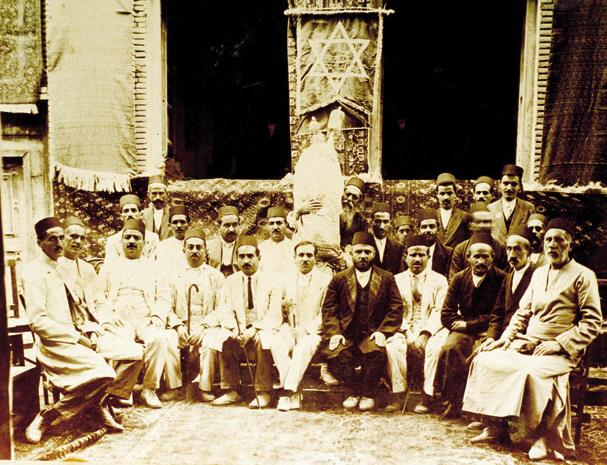
يهود همدان عام 1918.

حدث مزيد من التدهور في معاملة اليهود الفرس في عهد الصفويين الذين أعلنوا الإسلام الشيعي دين الدولة. يعطي المذهب الشيعي أهمية كبيرة لقضايا الطهارة ، والوضوء، حيث يعتبرغير المسلمين، بما في ذلك اليهود، غير نظيفين - نجسًين - بحيث يتطلب الاتصال الجسدي معهم قيام الشيعة بالوضوء قبل القيام بالصلاة. وهكذا، سعى الحكام الفارسيون، وإلكثيرمن السكان، إلى الحد من الاتصال الجسدي بين المسلمين واليهود. لم يُسمح لليهود بدخول الحمامات العامة مع المسلمين أو حتى الخروج من المنزل تحت المطر أو الثلج، ظاهريًا لأن بعض النجاسة يمكن أن تنتقل منهم إلى مسلم. غالبًا ما كان يُسمح لليهود فقط بممارسة مهن غير مرغوب فيها لعامة السكان المسلمين. كان من المتوقع أن يقوموا «بأعمال قذرة من كل نوع». ومن الأمثلة على هذه المهن الصباغة (التي تحتوي على روائح كريهة قوية)، وأعمال التنظيف، وتنظيف المجاري، والمطربين، والموسيقيين، والراقصين، وما إلى ذلك. بحلول عام 1905، كان العديد من يهود أصفهان يتاجرون بالأفيون. هذه التجارة التي كانت مربحة للغاية، تضمنت التجارة مع الهند والصين. عُرف أن رئيس يهود أصفهان على اتصال بمنزل ديفيد ساسون.
كان عهد الشاه عباس الأول (1588-1629) جيداً في البداية. ازدهر اليهود في جميع أنحاء بلاد فارس وشجعهم حتى على الاستقرار في أصفهان، التي أصبحت عاصمة جديدة. ومع ذلك، في نهاية حكمه، أصبحت معاملة اليهود أكثر قسوة. بناءً على نصيحة من رجل دين شيعي تحول إلى يهودي، أجبر الشاه اليهود على ارتداء شارة مميزة على الملابس وغطاء الرأس. في عام 1656، طُرد جميع اليهود من أصفهان بسبب الاعتقاد السائد بنجاساتهم وأجبروا على اعتناق الإسلام. ومع ذلك، عندما أكتُشف أن المتحولين استمروا في ممارسة اليهودية في الخفاء ولأن الخزانة عانت من فقدان الجزية التي تجمع من اليهود، فقد سُمح لهم بالعودة إلى اليهودية في عام 1661. ومع ذلك، كان لا يزال يتعين عليهم ارتداء رقعة مميزة على ملابسهم.

في حكم نادر شاه (1736-1747)، زعيم سني ظاهريًا، عاش اليهود فترة من التسامح النسبي عندما سُمح لهم بالاستقرار في المدينة الشيعية المقدسة مشهد. حتى أن نادر وظف العديد من اليهود في مناصب حساسة وجلب إداريين يهود كحماة لثرواته من الهند. كما أمر نادر بترجمة الكتب المقدسة اليهودية إلى الفارسية.
برز اليهود في التجارة في مشهد وأقاموا علاقات تجارية مع البريطانيين الذين فضلوا التعامل معهم. بعد اغتيال نادرعام 1747، لجأ اليهود إلى التجارالبريطانيين والتركمان السنيه للحصول على الدعم السياسي. في ذلك الوقت، أقام اليهود علاقات وثيقة مع البريطانيين وقدموا لهم الدعم المصرفي والاستخباراتي. كان لسلالة الزاند علاقة أكثر تعقيدًا مع المجتمع اليهودي. تمتعوا بحماية الشاه في شيراز، ولكن عندما استولت قوات كريم خان على البصرة عام 1773، قُتل العديد من اليهود ونُهبت ممتلكاتهم وتعرضت نسائهم للاغتصاب. وثيقة بعنوان «مخطوطة بلاد فارس» للحاخام يعقوب إليشار تقارن بين وضع اليهود المحمي في الإمبراطورية العثمانية، مع حالة اليهود الضعيفة في إيران. يقول مسافر هولندي إلى شيراز في زمن كريم خان: «مثل معظم مدن الشرق، يسكن يهود شيراز في حي منفصل خاص بهم، ويعيشون، ظاهريًا على الأقل، في فقر مدقع». كتب الضابط البريطاني ويليام فرانكلين الذي زار شيراز بعد وفاة كريم خان: «يهود شيراز خصصوا ربع المدينة لأنفسهم، يدفعون عنها ضريبة كبيرة للحكومة، وهم ملزمون بتقديم هدايا مستمرة. هؤلاء الناس هم الأبغض إلى الفرس من أي دين آخر، مستغلين أي فرصة لقمع وابتزاز الأموال منهم، كما اعتاد الأولاد في الشوارع على تلقي الضرب والإهانة منهم، تلك المعاملة التي لم يجرؤ أحد على الشكوى منها» انتهت سلالة الزند عندما قُتل لطف علي خان زند على يد آقا محمد خان قاجار. كان الحاج إبراهيم خان كلنتارشخصية أساسية في صعود آقا محمد خان قاجارعلى العرش وهزيمة لطف علي خان، والذي أشار أليه ناصرالدين شاه قاجار دائمًا باليهودي. لكن خليفة آقا محمد خان، فتح علي شاه قاجار لم يثق بالحاج إبراهيم وقام بإعدامه. في وقت لاحق تزوجت ابنة الحاج إبراهيم من رئيس الوزراء الجديد وشكلت عائلة قوام المؤثرة التي ظلت مؤثرة في إيران لمدة قرنين على الأقل. على الرغم من التعاون المبكر بين اليهود والقاجاريين، عانى اليهود في النهاية تحت قيادتهم. كان القاجاريون أيضًا من المسلمين الشيعة وأعيد تطبيق العديد من القوانين الشيعية المعادية لليهود. كتب الحاخام ديفيد هيلل، الذي زار بلاد فارس عام 1827، عن تحول قسري قبل رحلته بوقت قصير. كتب شتيرن الذي كان مبشرًا يهوديًا مسيحيًا أن جميع التجار في بازار وكيل هم من اليهود العرقيين الذين يسبون دين آبائهم باستمرارمن أجل إنقاذ أنفسهم من الموت.
في منتصف القرن التاسع عشر، كتب بنيامين الثاني عن حياة اليهود الفارسيين: «.. إنهم مجبرون على العيش في جزء منفصل من المدينة .. لأنهم يعتبرون كائنات نجسة .. بحجة أنهم نجسون، فهم يعاملون بقسوة شديدة، فإذا دخلوا شوارع يسكنها المسلمون يرشقهم الصبيان والغوغاء بالحجارة والأوساخ .. وللسبب ذاته يحظرعليهم الخروج عند هطول الأمطار؛ للقول: بأن المطر سيغسلهم من الأوساخ، مما يلوث أقدام المسلمين ... إذا ميز أحد اليهود على هذا النحو في الشوارع، فإنه يتعرض لأكبر قدر من الإهانات. يبصق المارة في وجهه، ويضربونه أحيانًا ... بلا رحمة ... إذا دخل يهودي محلًا بحثًا عن أي شيء، فيُمنع من تفتيش البضائع ... وإذا لامست يده البضاعة عرضاً، فعليه أن يأخذها بأي ثمن يطلبه البائع دون أن يكون له أي خيار... في بعض الأحيان يدخل الفرس ألى مساكن اليهود ويستولون على ما يعجبهم. وإذا أبدى المالك أقل معارضة دفاعاً عن ماله، كان معرضاً للخطروعليه التكفيرللحفاظ على نفسه، إذا أظهر يهودي نفسه في الشارع خلال أيام الكاتيل الثلاثة (محرم) فمن المؤكد أنه سيُقتل».
في عام 1868، كتب القائم بالأعمال البريطاني في إيران السير ويليام تيلور طومسون اليهود الإيرانيين «في الغالب فقراء جدًا ويستثنى من ذلك طهران وبعض المدن الكبرى، يتعرضون كثيرًا للمقاضاة والقمع من قبل المحمديين (المسلمين)». بعد رحلة إلى أوروبا في عام 1873، قام ناصر الدين شاه قاجار بتحسين علاقته مع الجالية اليهودية وخفف بعض القيود. لكن هذا الاسترخاء لم يكن ينظر إليه بإيجابية من قبل الجماهير ورجال الدين الشيعة. كتبت في عام 1875 رسالة من الجالية اليهودية في طهران تشير إلى أن الشاه «ملك صالح ومحب لكل نسل اليهود مثل قرة عينه» وهو ونائبه من محبي اليهود في حين اعتادت الجماهير العشائرية على إساءة معاملة اليهود. في عام 1876، وفقًا لضغوط موسى مونتفيوري، حسنت الحكومة الإيرانية الظروف المعيشية لليهود وخفضت الضرائب المفروضة عليهم. في عام 1881، نجح السيرويليام تيلور طومسون أخيرًا في إجبارالشاه على إلغاء ضريبة الجزية لليهود الفارسيين كثير من الأحيان رغبت الحكومة المركزية الإيرانية في مساعدة اليهود ولكن لم يكن لها تأثير كافٍ في الأماكن التي كان فيها الحكام المحليون ورجال الدين الشيعة أقوياء.. في حادثة من هذا النوع في مدينة همدان عام 1875، حدثت مشادة بين صائغ يهودي وزبون، وفي النهاية تجمع حشد من الناس واتهم الصائغ بالكفرعلى الإسلام، وهي جريمة تستحق عقوبة الإعدام في الشريعة الإسلامية. بدأ الناس بضرب اليهودي. هرب إلى منزل مجتهد (عالم إسلامي) الذي سعى لإرساله إلى السلطات الحكومية. ومع ذلك غضب الناس لدرجة أنهم اقتحموا المنزل وقتلوه وأحرقوا جسده. اتصل السير ويليام تيلور طومسون بالسلطات الإيرانية بشأن هذا الأمر وفُرضت ضريبة جباية على جميع السكان المسلمين في المدينة. وأثار ذلك غضب السكان أكثر وتجمعوا جميعًا لرجم اليهودي والوالي وعملاء الشاه. أرسل مجلس النواب اليهودي الامتنان إلى ويليام تايلور طومسون لتدخله نيابة عن اليهود.
تُظهرأغنية الشوارع التالية التي كانت شائعة في طهران في القرن التاسع عشر النظرة السلبية للمسلم الفارسي العادي تجاه اليهود الفارسيين:

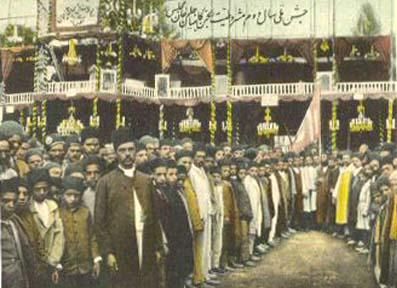
شارك يهود إيران بنشاط في الثورة الدستورية الفارسية. يظهر هنا تجمع يهودي يحتفل بالذكرى الثانية للثورة الدستورية في طهران.

وصف اللورد كرزون الاختلافات الإقليمية في وضع يهود الفرس في القرن التاسع عشر: «في أصفهان، حيث يقال إن عددهم 3700، وحيث يحتلون مكانة أفضل نسبيًا من أي مكان آخر في بلاد فارس، لا يُسمح لهم بارتداء الكولا أوغطاء الرأس الفارسي، ولا أن يكون لديهم متاجرفي البازار، أوبناء جدران منازلهم بارتفاع منزل الجيران المسلم، أو للركوب في الشارع. في طهران وكاشان يمكن العثورعليهم أيضًا بأعداد كبيرة ويتمتعون بمكانة عادلة. في شيرازهم في وضع سيئ للغاية. إنهم في بوشهرأثرياء ولا يعانون من الاضطهاد». كتب أحد الرحالة الأوروبييون في عام 1880: «الكراهية [التي يضمرها الوثنيون في كرمانشاه] تجاه اليهود ليست مبالغًا فيها كما في وسط بلاد فارس». في عام 1860، قال الحاخام ي. فيشل عن يهود أصفهان أنهم تعرضوا للضرب «من جميع الجهات من قبل الأمم».
أفاد مسافرأوروبي آخر بممارسات مهينة تعرض لها اليهود للتسلية العامة:
وفي أوقات أخرى، كانت الاعتداءات على اليهود مرتبطة بارتباطهم بالأجانب. حدث مثل هذا النوع في عام 1836، عندما تعرض إلياس، وهو مصرفي يهودي في القنصلية البريطانية في بوشهر، للهجوم بسبب قيامه بعمله في البازار. ارتبطت الأعمال المعادية لليهود أحيانًا بالاستياء من القوى الأوروبية. في هذا الوقت، لجأ اليهود الإيرانيون الذين كانوا على دراية بالتأثير المتزايد لليهود الأوروبيين في الشؤون العالمية إليهم للحصول على المساعدة. في عام 1840، أرسلت الجالية اليهودية في همدان مبعوثًا، نسيم بار سلوماه، للقاء يهود الغرب. ذهب إلى إنجلترا والتقى بموسى مونتفيوري الذي قدم «شهادات» ضد اتهامات اليهود.
منذ عام 1860 قامت الجالية اليهودية الفارسية بالعديد من المحاولات لتأمين المساعدة من يهود أوروبا ضد المسلمين. كانت هذه المناشدات مليئة بأوصاف الفقر والاضطهاد الذي واجهه اليهود في بلاد فارس. فيما يلي أحد الأمثلة على مثل هذه الطلبات: "اسمحوا لنا أن نقدم لكم الأستغاثة. لا تريد أن يهلك إخوتك، من لحمك ودمك، في فقر مخيف، ليكونوا ضحايا للاضطهاد المتجدد الذي ينتظرهم مع مرور كل يوم. نحن نتعرض لازدراء أعدائنا (المسلمين) الذين يعتبروننا عزل ويفعلون معنا ما يحلو لهم. نحن نعيش كل يوم وساعة ولحظة من حياتنا في خوف دائم من مأساة جديدة قد يجلبونها علينا. إن حياتنا وممتلكاتنا وشرفنا وكل ما هو عزيزعلينا تحت رحمة غضبهم وعدائهم، وهو وضع أسوأ من العبودية. لليهود المرتدين الحق في أن يرثوا ممتلكات والديهم كاملة، والأرملة والأيتام الذين لم يتركوا دينهم يجب أن يسلموا ممتلكاتهم إلى من تركه. المسلم الذي يقتل يهوديًا لن يذهب إلى المحاكمة، حتى لو كان هناك شهودعلى الجريمة، فإن المسلم سيدفع غرامة على الأكثر مقابل فعلته. إننا نئن تحت وطأة الضرائب المشينة.
في القرن التاسع عشر، كان هناك العديد من حالات التحول الديني القسري والمذابح، التي عادة ما تكون بتحريض من رجال الدين الشيعة. كتب ممثل عن التحالف الإسرائيلي العالمي، وهي منظمة إنسانية وتعليمية يهودية، من طهران عام 1894: «... في كل مرة يرغب رجل دين في البروز وكسب سمعة التقوى، يدعو إلى الحرب ضد اليهود». في عام 1830، ذبح يهود تبريز. شهد العام نفسه تحولًا قسريًا ليهود شيراز. في عام 1839، ثار الله حداد، وقتل العديد من اليهود في مشهد وتم تحويل الناجين قسراً. ومع ذلك، أفاد المسافرون الأوروبيون في وقت لاحق أن يهود تبريز وشيرازاستمروا في ممارسة اليهودية في الخفاء على الرغم من الخوف من مزيد من الاضطهاد. في عام 1860 اتهم يهود همدان بالسخرية من شعائرالعزاء للإمام الحسين، وتم تغريم العديد منهم وقطع آذانهم وأنوفهم كعقاب. تم تحويل يهود برفوروش قسراً في عام 1866، عندما سُمح لهم بالعودة إلى اليهودية بفضل تدخل من السفراء الفرنسي والبريطاني، قتلت مجموعة من الغوغاء 18 يهوديًا من بارفوروش، وأحرقوا اثنين منهم أحياء. في عام 1910، اتُهم يهود شيراز بقتل فتاة مسلمة طقوسًا. نهب سكان المدينة المسلمون الحي اليهودي بأكمله، وكان أول من بدأ في النهب الجنود الذين أرسلهم الحاكم المحلي للدفاع عن اليهود ضد الغوغاء الغاضبين. قُتل اثنا عشريهوديًا، حاولوا الدفاع عن ممتلكاتهم، وأصيب كثيرون آخرون. سجل ممثلو التحالف الإسرائيلي العالمي حالات عديدة أخرى من الاضطهاد والحط من قدر اليهود الفارسيين. في كثير من هذه الحالات، تدخل مبعوثون من حكومات أجنبية مثل بريطانيا وفرنسا وعثمانية لصالح اليهود لتجنب تداعيات أكثر خطورة. ثلاث منظمات يهودية دولية هي التحالف الإسرائيلي العالمي والرابطة الأنجلو يهودية ومجلس نواب اليهود البريطانيين وشخصين رئيسيين هما أدولف كريميو وموسيز مونتفيوري، كان لهم دور فعال في تأمين حقوق متساوية لليهود الإيرانيين وحماية اليهود من الحوادث المعادية للسامية.

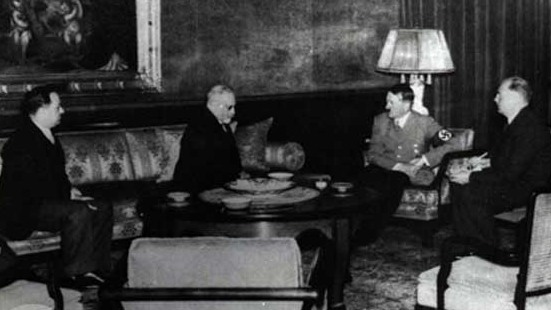
حسن اسفندياري وموسى نوري اسفندياري سفير إيران لدى الرايخ الألماني يلتقي أدولف هتلر

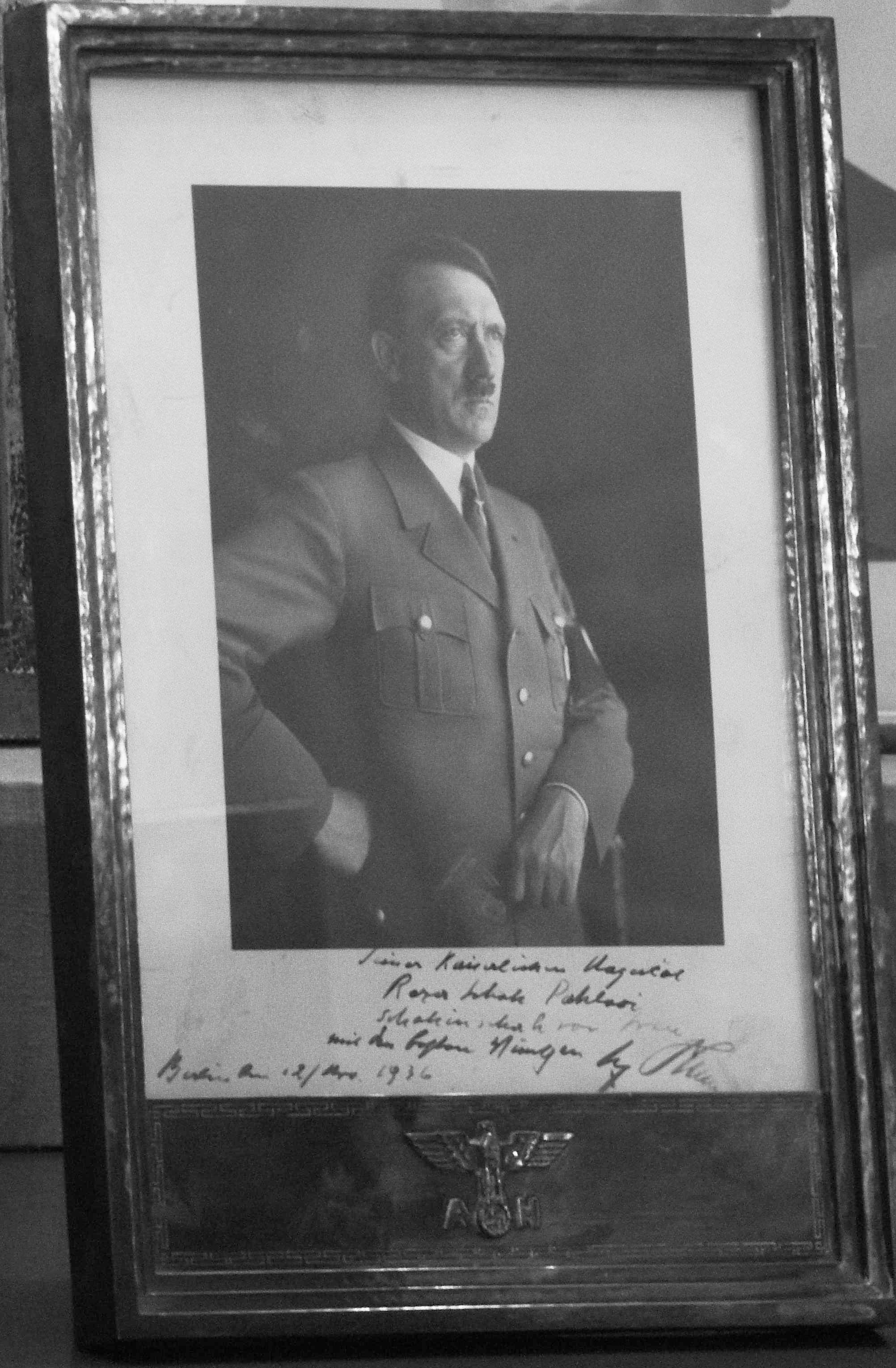
صورة موقعة لأدولف هتلر لرضا شاه بهلوي في الإطار الأصلي مع الصليب المعقوف وعلامة أدولف هتلر (AH) - قصر Sahebgharanie - مجمع قصر نيافاران. النص الموجود أسفل الصورة: جلالة الإمبراطور - رضا شاه بهلوي - شاهنشاه - إيران - مع أطيب التمنيات - برلين 12 مارس 1936 - توقيع أدولف هتلر

### سلالة بهلوي (1925-1979)
نفذت سلالة بهلوي إصلاحات تحديثية أدت إلى تحسين حياة اليهود بشكل كبير. ضعف تأثير رجال الدين الشيعة، وألغيت القيود المفروضة على اليهود والأقليات الدينية الأخرى. دُمجت اللغة العبرية الحديثة في مناهج المدارس اليهودية وتم نشر الصحف اليهودية. كما سُمح لليهود بشغل وظائف حكومية.  في عام 1915، افتتح شقيقان يهوديان، مردخاي وآشربن أفراهام، أول صحيفة يهودية تسمى «شالوم». نقلت هذه التغييرات ميزان القوى في المجتمع اليهودي من الشيوخ والحاخامات إلى الشباب. أدى إنشاء المنظمة الصهيونية لبلاد فارس إلى تسريع نقل السلطة إلى الشباب اليهود. لقد فهم يهود فارس أن «صهيون» هو الاسم التوراتي للقدس وأن الصهيونية توضح نهاية السبي وبداية الخلاص. كتب الصهيوني الفارسي عزيزبن يونا نعيم في أوائل عشرينيات القرن الماضي: «الصهيونية ليست سوى اسم جديد ومؤسسة جديدة، لأن الفكرة الصهيونية موجودة في الفكراليهودي منذ أكثرمن ألفي عام». في أعقاب النشاط الصهيوني، هاجرالعديد من اليهود إلى فلسطين. كان العديد من اليهود الفارسيين أفقرمن إخوانهم الأوروبيين، لكنهم مع ذلك اشتروا بحماس شيكل، وساهموا في تعزيزالعملة الوطنية، وسعوا لأن يكونوا ممثلين في المؤتمر الصهيوني المنعقد في أوروبا. لكن هذه الصحوة الصهيونية أدت إلى منافسة مريرة بين قائدين من المجتمع اليهودي: لقمان نهوري وشموئيل حاييم. علاوة على ذلك، على الرغم من أن رضا شاه كان متعاطفًا مع اليهود في البداية، فقد أصبح غير واثق من الحركات اليهودية مع نمو الصهيونية. سعى رضا شاه لتوحيد الجماعات العرقية المختلفة في إيران تحت راية القومية. كان هدفه الرئيسي محاربة الشيوعية لكنه لم يثق بالصهيونية أيضًا. لم يحب شاه العلاقة المتنامية بين يهود أوروبا واليهود الفارسيين. كما اعتقل شموئيل هاييم وأعدم في عام 1931 بتهمة التآمر لقتل الشاه وتغيير شكل الحكومة من ملكية دستورية إلى جمهورية. تم إغلاق المدارس اليهودية في عشرينيات القرن الماضي. بالإضافة إلى ذلك، تعاطف رضا شاه مع ألمانيا النازية، مما جعل الجالية اليهودية تخشى الاضطهاد المحتمل، وكان الشعور العام في ذلك الوقت بالتأكيد معاديًا لليهود  خلال فترة هتلر، كانت هناك شائعات كثيرة في إيران بأنه اعتنق الإسلام سرا واتخذ اسم حيدر (لقب الإمام علي). وذكرت الشائعات أن هتلر كان لديه قلادة تصورصورة الإمام علي وكان يخطط للكشف عن دينه الحقيقي بعد هزيمة البريطانيين المخادعين والروس الكفارواليهود. وقالت إحدى القصائد الشعبية في ذلك الوقت: «الإمام نصيرنا، الحسين سيدنا. إذا لم تصل ألمانيا، فإن الأوساخ على رؤوسنا».
في عام 1936، سافر رئيس رتش بانك والعقل المدبر المالي لألمانيا النازية إلى طهران ووقع العديد من الاتفاقيات التجارية المهمة بين البلدين. في عام 1939، أرسلت ألمانيا النازية أكثرمن 7500 كتابًا ذا نغمات عنصرية تدعو إلى تعاون أكبر بين الآريين الفرس والألمان. في عام 1936، سمي الإيرانيين بالآريين النقيين واستعبدوا من قوانين نورنبرغ. بنيت السكك الحديدية الإيرانية من قبل المهندسين الألمان. أمرت شركة السكك الحديدية على وجه التحديد بتجنب توظيف أي شخص من أصل يهودي في أي من أقسامها الفرعية. وعد هتلر شخصيًا أنه إذا هزم روسيا، فسيعيد كل الأراضي الفارسية التي استولى عليها الروس خلال القرنين التاسع عشر والعشرين. كان العديد من المعادين للسامية من العشائر يستعدون لمذبحة جوودكوشان (مذبحة اليهود) وكانوا يحذرون اليهود في الشوارع من مغادرة إيران قدرالمستطاع. كانت ألمانيا النازية تبث برامجها الليلية بالفارسية وكانت تتصل بالعديد من السياسيين الإيرانيين البارزين الذين لديهم ميول معادية لألمانيا cryptojews. بث بهرام شاروخ، الذي كان يعمل في الإذاعة الألمانية، برامج معادية لليهود كل ليلة. في عيد المساخرعام 1941، روج شاروخ لفكرة الانتقام لمذبحة عيد المساخر في العصور التوراتية، واقترح على أتباعه الإيرانيين مهاجمة اليهود. كانت الصحف الليلية توزع في طهران وغالبا ما كانت تُرسم صلبان معقوف على منازل ومتاجر يهودية. وهكذا رحب العديد من اليهود الفارسيين بالقوات البريطانية للسيطرة على إيران في عام 1942، حيث كان الألمان هو البديل.
من أجل محاربة معاداة السامية العرقية المتزايدة بين السكان الإيرانيين، انضم العديد من اليهود إلى حزب توده ودعوا إلى الشيوعية. على الرغم من أن اليهود يشكلون أقل من 2 في المائة من السكان الإيرانيين، إلا أن ما يقرب من خمسين في المائة من أعضاء حزب توده كانوا يهودًا. حزب توده كان الحزب الوحيد من بين الأحزاب السياسية الإيرانية الذي قبل اليهود بأذرع مفتوحة. كان معظم الكتاب في منشورات حزب توده من اليهود. علاوة على ذلك، نظرالعديد من اليهود الإيرانيين إلى الشيوعية على أنها حركة يهودية لأن العديد من الأعضاء البارزين في الثورة الشيوعية في روسيا كانوا يهودًا وكان اليهود الفرس ينظرون إليهم بشكل إيجابي.
مع تزايد نفوذ الولايات المتحدة في الشؤون الدولية،تدخلت العديد من المنظمات اليهودية الأمريكية مثل لجنة التوزيع المشتركة اليهودية الأمريكية بنشاط لصالح اليهود الفرس. خلال المجاعة الكبرى في بلاد فارس في 1917-1919 نجح ألبرت لوكاس، ممثل JDC في إقناع الحكومة الأمريكية بالتبرع بمبلغ 15000 دولار (200000 دولار أمريكي في عام 2015) إلى يهود الفرس. في سبتمبر 1918، تبرعت JDC بفيلادلفيا بمبلغ 10000 دولار إضافي. وهكذا كانت خسائر المجاعة بين اليهود الفرس ضئيلة مقارنة بطوائف الفارسيين الأخرى. علاوة على ذلك، عندما هاجمت لوريس حي بروجرد اليهودي، أرسلت JDC عددًا كبيرًا من التبرعات. كان للسفيرالأمريكي كالدويل دور فعال في مساعدة يهود بروجرد.
في عام 1921، عينت الولايات المتحدة جوزيف شاول كورنفيلد، حاخامًا يهوديًا، سفيراً لها في بلاد فارس. كانت هذه هي المرة الأولى في تاريخ الولايات المتحدة التي يعين حاخام كسفير. تدخل كورنفيلد بنشاط لصالح يهود الفرس في مناسبات عديدة. في مثال على هذه الأحداث، عندما أمر رضا شاه بقطع المياه عن الحي اليهودي في طهران، نجح كورنفيلد في إقناع شاه لحل هذه المسألة.

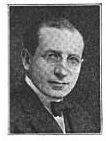
الحاخام جوزيف شاول كورنفيلد السفير الأمريكي في بلاد فارس

محمد علي فروغي، الذي كان شخصية قوية في عهد رضا شاه، كان من أصل يهودي بغدادي، وكان ينظر إليه بريبة في أوساط النخبة الإيرانية. كتب محمد تقي بحر ما يلي لتحذير محمد رضا بهلوي منه:

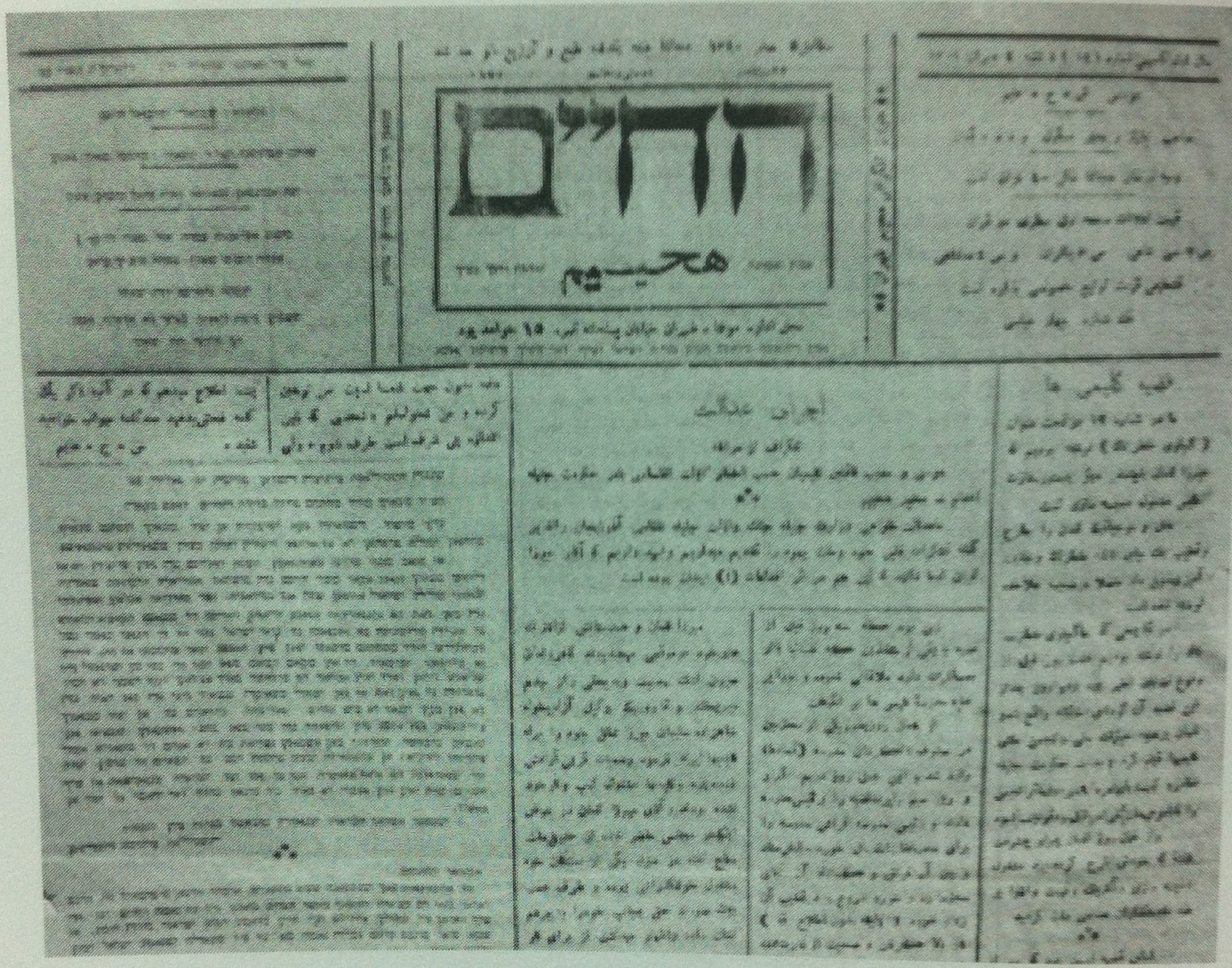
جريدة يهود إيرانيين بين عامي 1921 و1925 تسمى ها حاييم.

حدث ازدياد في المشاعر المعادية لليهود بعد إنشاء دولة إسرائيل في عام 1948 واستمرحتى عام 1953 بسبب إضعاف الحكومة المركزية وتقوية رجال الدين في سياق الصراعات السياسية بين الشاه ورئيس الوزراء محمد مصدق. على الرغم من أن مصدق نفسه كان ينظرإلى إقامة دولة إسرائيل على أنها شكل من أشكال الاستعمار، إلا أنه كان له علاقة جيدة مع المجتمع اليهودي. في رحلته إلى الولايات المتحدة، كان يرافقه الصحفي اليهودي، رابي مشفيغ حمداني، ويقدم له النصيحة. وكان أبرزأعضاء الحكومة المناهضين لإسرائيل هو حسين فاطمي. أغلق حسين فاطمي مكتب الوكالة اليهودية في يوم استقلال إسرائيل عام 1953. كما ألغى اتفاقًا يسمح لطائرات العال الإسرائيلية بالهبوط في إيران. ونشر فاطمي من حين لآخر وثائق شبه رسمية تلمح إلى أن إيران لم تعد تعترف بدولة إسرائيل. لكن مصدق نفسه واصل العلاقات التجارية مع دولة إسرائيل وسمح للمفاوضات بين بنك ملي وبنك لئومي في إسرائيل بالاستمرار. قدرت إليزابيث سناسريان أنه بين 1948-1953، هاجرحوالي ثلث اليهود الإيرانيين، ومعظمهم من الفقراء، إلى إسرائيل. وقدرديفيد ليتمان العدد الإجمالي للمهاجرين إلى إسرائيل في 1948-1978 بـ 70 ألفًا.

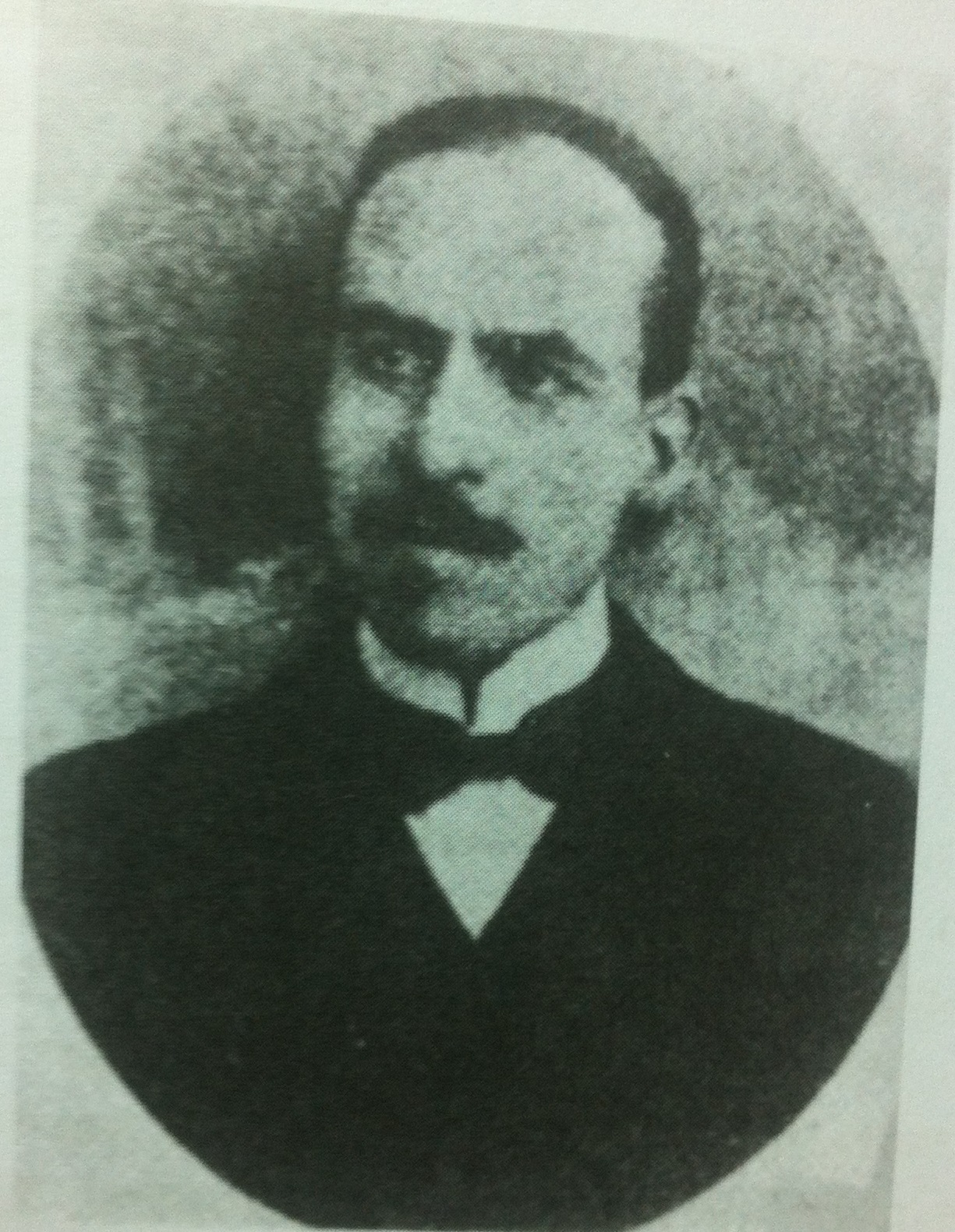
شموئيل هاييم، زعيم الجالية اليهودية والحركة الصهيونية في بلاد فارس، تم اعتقاله وإعدامه بأمر من رضا شاه.

منذ بداية القرن العشرين، كان معدل الإلمام بالقراءة والكتابة بين الأقلية اليهودية أعلى بكثير من الجماهير المسلمة. في عام 1945، كان حوالي 80٪ من السكان اليهود يعرفون القراءة والكتابة، بينما لم يكن معظم المسلمين قادرين على القراءة والكتابة. في عام 1968 كان 30 في المائة فقط من المسلمين يعرفون القراءة والكتابة، في الوقت نفسه كان نضرائهم من اليهود أكثر من 80 في المائة. خلقت حرب الأيام الستة بين العرب وإسرائيل عام 1967 بيئة متوترة لليهود الفارسيين. خلال هذا الوقت، ظلت المعابد اليهودية في شيرازمغلقة لأكثرمن عشرة أسابيع حتى ذكرى خراب الهيكل خوفًا من هجمات جموع المسلمين. أفادت مصادر يهودية أن العديد من غيراليهود حاولوا أقتحام الحي اليهودي و فرقوا من قبل الشرطة. كان عهد الشاه محمد رضا بهلوي بعد خلع مصدق عام 1953 أكثرالحقبات ازدهارًا بالنسبة ليهود إيران. في السبعينيات، صنف 10٪ فقط من اليهود الإيرانيين على أنهم فقراء. 80 في المائة كانوا من الطبقة المتوسطة و10 في المائة من الأثرياء. على الرغم من أن اليهود كانوا يمثلون نسبة صغيرة فقط من سكان إيران، في عام 1979 كان اثنان من 18 عضوًا في الأكاديمية الإيرانية للعلوم، و80 من 4000 محاضر جامعي، و600 من 10000 طبيب في إيران كانوا من اليهود. كان العامل المهم في التطورالاقتصادي لليهود هوالعلاقات الوثيقة بين الشاه ودولة إسرائيل. تفاصيل هذا الارتباط وكيف تحسنت حالة اليهود الإيرانيين بشكل كبير في بضع سنوات قصيرة لا تزال تنتظر استكشافًا صارمًا.
قبل الثورة الإسلامية عام 1979، كان هناك 80.000 يهودي في إيران، يتمركزون في طهران (60.000)، شيراز (8000)، كرمانشاه (4000)، أصفهان (3000)، مدن خوزستان، وكذلك كاشان وتبريز وهمدان.
خلال الثورة الإسلامية، غادر العديد من يهود إيران البلاد، وخاصة القادة اليهود الأثرياء في طهران والعديد من القرى اليهودية المحيطة بأصفهان وكرمان. في أواخر عام 1979، قدر عدد الأشخاص الذين غادروا البلاد بـ 50.000-90.000.
قبل استقلال إسرائيل في عام 1948، أورميا كانت موطن 700 من العائلات اليهودية الناطقة بالآرامية. اعتبارا من عام 2006، بقيت شقيقتان فقط.
على الرغم من أن محمد رضا بهلوي كان إيجابيًا للغاية تجاه الأقليات الدينية وخاصة اليهود في بداية عهده كملك، فقد أظهر ميولًا معادية للسامية في العقد الأخيرمن حكمه. خلال مقابلة مع مايك والاس في عام 1976، تحدث الشاه عن لوبي يهودي شديد التنظيم ومؤثر في الولايات المتحدة يسيطرعلى البنوك والسياسة والإعلام ويدفع الناس من أجل مصالح إسرائيل.
وصف يوسف كوهين، آخرعضو يهودي في مجلس الشيوخ الإيراني، في مذكراته أن الشاه شكك في الجالية اليهودية في سنواته الأخيرة لأن معظم الانتقادات الدولية حول الافتقار إلى الحرية في إيران والأسلوب العسكري للحكم جاء من مؤلفين يهود. علاوة على ذلك، فإن كاتب الكتاب المؤثر والذي حظي بتغطية إعلامية كبيرة، خريف عام 77 (ربما تحطم عام 79 بقلم بول إردمان الذي أطلق عليه خطأ 77 من قبل كوهين)، والذي تنبأ بسقوط شاه قبل سنوات قليلة من وفاته كان يهوديًا. أظهرالشاه، بحسب كوهين، عدم تسامح وانزعاج ملحوظين من قبل الجالية اليهودية في زيارته السنوية الأخيرة في مارس 1978 مع قادة المجتمع. يصف كوهين أن الشاه يعتقد أن هناك مؤامرة يهودية دولية ضده لإنهاء حكمه كملك.

### الجمهورية الإسلامية (منذ 1979)
خلال الثورة الإيرانية، انضم العديد من اليهود الإيرانيين إلى الثوارمن أجل فقد هويتهم اليهودية ويكونوا جزءًا من اليوتوبيا التي وعدت بها الثورة. في صيف عام 1978، تظاهر7000 يهودي ضد الشاه في احتجاجات عاشوراء. تشيرتقديرات أخرى إلى أن عدد المشاركين اليهود في الاحتجاجات يصل إلى 12000. تقريبا جميع الزعماء الدينيين للطائفة اليهودية مثل يديديا شوفيت، اورييل دفيديد، ديفيد Shofet، يوسف الحمداني كوهين شارك الحاخام Baalnes، والحاخام Yadegaran في الاحتجاجات. كما شارك في الاحتجاجات زعماء غيردينيين آخرين من الجالية اليهودية الفارسية مثل عزيزدانيشراد، وهارون ياشاياي، ويعقوب برخوردار، وهوشانغ ميلاميد، ومانوشهرإلياسي، وفرانجيس حسيديم.
كان لقادة الجالية اليهودية مثل يوسف حمداني كوهين ويديديا شوفيت دورفعال في إدارة التعاون بين اليهود والثوار.
كان أهم مؤيدي الثورة اليهود في «جمعية المثقفين اليهود الإيرانيين» (Jameye-roshanfekran-e-yahudi أو AJII). في عام 1978 بدأت مجلة تموز (تموز) الكتابة دعما للثورة. لم يقتصركتابها على اليهود الفارسيين، بل شملوا أيضًا ثوارًا بارزين غير يهود مثل ميرحسين موسوي وزهرة رهنورد. كان معظم الجالية اليهودية في ذلك الوقت من أنصار حزب توده ويميلون إلى الشيوعية وكان AJII يحاول دفعهم أكثرنحوالمعتقدات الدينية التقليدية. كان ميثاق AJII قريبًا جدًا من المثل العليا للثورة. وأعلنت أن AJII كانت في حالة حرب مع الإمبريالية بجميع أشكالها، بما في ذلك الصهيونية. علاوة على ذلك، أعلن ميثاق AJII أن المنظمة في حالة حرب مع العنصرية بما في ذلك معاداة السامية.
كان المستشفى اليهودي الوحيد في طهران، الذي يديره الدكتورسابير، فعالاً في مساعدة الثوارالجرحى. في ذلك الوقت، كانت معظم المستشفيات العامة تقوم بإبلاغ SAVAK بالجرحى من الثوار، لكن مستشفى الدكتورسابيركان المستشفى الوحيد الذي كان يعالجهم دون إبلاغ عملاء SAVAK. كانت تصرفات مستشفى الدكتورسابيرمفيدة للغاية لدرجة أن آية الله الخميني نفسه كتب ملاحظة شخصية يشكر فيها المستشفى على مساعدتها بعد نجاح الثورة.
في تشرين الثاني (نوفمبر) 1978، التقى قادة الجالية اليهودية بآية الله طلقاني وتعهدوا بدعمهم للثورة. في أواخرعام 1978، التقى قادة الجالية اليهودية بآية الله الخميني في باريس وأعلنوا دعمهم للثورة.
في وقت إنشاء دولة إسرائيل في عام 1948، كان هناك ما يقرب من 140.000 - 150.000 يهودي يعيشون في إيران، المركز التاريخي لليهود الفارسيين. هاجر حوالي 95٪ منذ ذلك الحين، مع تسارع الهجرة بعد الثورة الإسلامية عام 1979، عندما انخفض عدد السكان من 100.000 إلى حوالي 40.000. في أعقاب الثورة الإيرانية، هاجرحوالي 30 ألف يهودي إيراني إلى إسرائيل، بينما ذهب كثيرون آخرون إلى الولايات المتحدة وأوروبا الغربية.
في 16 مارس 1979، تم القبض على حبيب الغنيان الزعيم الفخري للجالية اليهودية بتهمة «الفساد» و«الاتصال بإسرائيل والصهيونية» و«الصداقة مع أعداء الله» و«محاربة الله ومبعوثيه.»، و«الإمبريالية الاقتصادية». حوكم من قبل محكمة الثورية الإسلامية، وحُكم عليه بالإعدام، وأُعدم في 8 مايو،  واحد من 17 يهوديًا إيرانيًا تم إعدامهم كجواسيس منذ الثورة. جلب إعدام الغانيان إدانة المنظمات اليهودية الدولية مثل المؤتمر الصهيوني العالمي ورابطة مكافحة التشهير. وأدان السناتوراليهودي جاكوب جافيتس الإعدام وطالب الحكومة الأمريكية بتنفيذ عقوبات ضد إيران. بعد ثلاثة أيام من الإعدام، توجهت مجموعة من اليهود بقيادة يديديا شوفت إلى قم والتقت بآية الله الخميني. وشدد الخميني على أنه يفرق بين الصهيونية واليهودية ولا يؤمن بالاعتقاد السائد بأن كل اليهود صهاينة. صحيفة اطلاعات اليوم التالي بعنوان «لا نعتقد ان كل اليهود صهاينة». بعد أسبوع، ذهب سيرج كلارسفيلد إلى إيران والتقى بإبراهيم يزدي. وعده يزدي بعدم إعدام أي يهودي في إيران بسبب معتقداته الصهيونية. غادر كلارسفيلد إيران بعد أيام قليلة من التحقيق وصنع فيلمًا وثائقيًا كرر فيه أن الحكومة الإيرانية أعدمت الغاني بسبب يهوديته. في 18 مايو 1979، توجهت مجموعة من القادة الصهاينة إلى السفارة الإيرانية في واشنطن والتقت بمندوبين إيرانيين. وصرح المندوب الإيراني في هذا الاجتماع علي أغوه أن الحكومة الإيرانية لا تعتقد أن الصهاينة الإيرانيين خونة.
على الرغم من أن الحكومة الثورية الجديدة روجت للمشاعرالملتهبة المعادية لإسرائيل بين أتباعها، إلا أن العديد من العلاقات التجارية لا تزال قائمة حتى بعد الثورة. بعد الثورة، كان بيع النفط الإيراني صعبًا للغاية بسبب العقوبات. أرسل مارك ريتش، وهو رجل أعمال إسرائيلي سويسري، مديريه التنفيذيين في شركة جلينكورإلى طهران وأقام علاقات تجارية كبيرة مع الحكومة الجديدة. كان ريتش رجل الأعمال الوحيد القادرعلى تصديرالنفط الإيراني من 1979 إلى 1995. وزعم في سيرته الذاتية أنه قام بتصدير النفط الإيراني إلى إسرائيل عبرخط أنابيب سري بين البلدين. وادعى كذلك أن كلا البلدين كانا على علم بهذه الصفقة. حصل ريتش على أسلحة عسكرية لإيران خلال الحرب العراقية الإيرانية. في مناسبات عديدة، ساعد ريتش عملاء الموساد في إيران. بسبب نشاطه في انتهاك العقوبات الأمريكية، وجدت الحكومة الأمريكية أن مارك ريتش مذنب وحكمت عليه. ومع ذلك، أصدربيل كلينتون عفواً عن ريتش في وقت لاحق في آخر يوم له في منصبه. كتب رؤساء الموساد السابقون أفنير أزولاي وشبتاي شافيت شخصيًا إلى كلينتون للمطالبة بالعفوعنه. أضافة إلى ذلك، لا تزال هناك العديد من العلاقات التجارية الأخرى بين إيران وإسرائيل. تستورد إسرائيل معظم الفستق الحلبي من إيران، وقد أثارهذا الأمر غضب منتجي الفستق في كاليفورنيا والحكومة الأمريكية في مناسبات عديدة. في عام 2011، كانت شركة مجموعة عوفر إخوان الإسرائيلية مدرجة في قائمة الشركات التي انتهكت العقوبات الإيرانية. ذكرت Ynet أن التجارة الإسرائيلية الإيرانية، التي تجريها سرا وبشكل غيرقانوني من قبل عشرات الشركات الإسرائيلية، تبلغ عشرات الملايين من الدولارات سنويا. يتم تمرير الكثيرمن هذه التجارة من خلال دولة ثالثة. تزود إسرائيل إيران بالأسمدة وأنابيب الري والهرمونات لإنتاج الحليب والبذور والفواكه، في مقابل ذلك، تزود إيران إسرائيل بالرخام والكاجو والفستق. بناءً على نفس التقريرالصادرفي تشرين الثاني (نوفمبر) 2000، طلبت الحكومة الإيرانية من شركة إسرائيلية قامت ببناء أنابيب الصرف الصحي في طهران قبل 30 عامًا، زيارة البلاد لإجراء أعمال تجديد. بعد ذلك بوقت قصير، قام مساعد المدير العام لوزارة الزراعة الإيرانية بزيارة إسرائيل سراً ومكث في فندق تل أبيب هيلتون. وأعرب عن اهتمامه بشراء أنابيب الري والمبيدات والأسمدة.

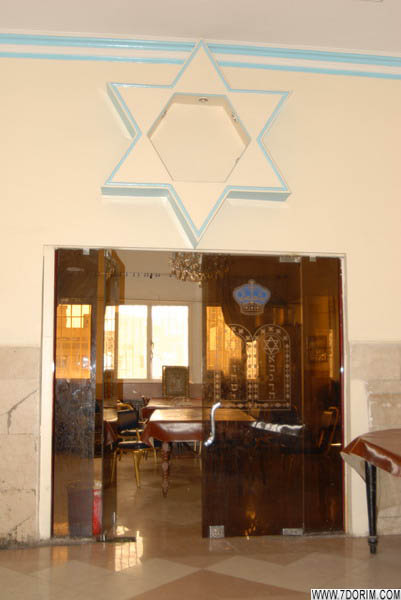
كنيس أبرشامي في شارع فلسطين (المعروف سابقًا باسم شارع كاخ) وافتتح عام 1965.

تختلف تقديرات السكان اليهود في إيران حتى تعداد 2011. في منتصف وأواخر الثمانينيات، قُدرت بـ 20.000 - 30.000، وارتفعت إلى حوالي 35.000 في منتصف التسعينيات. يبلغ عدد السكان اليهود الحاليين في إيران 8756 وفقًا لآخر تعداد إيراني 2012/2013. تقدر المكتبة الافتراضية اليهودية إجمالي عدد اليهود في إيران في عام 2019 بـ 8300.
الآراء حول وضع اليهود في إيران منقسمة. أحد اليهود الناشطين في الجدل أفصح عن وجهة نظرداعمة للحكومة الإسلامية والمجتمع الإيراني تجاه اليهود هو المنتج السينمائي هارون ياشيائي، الذي أخبرالزوار والمراسلين أن آية الله «روح الله الخميني لم يخلط بين مجتمعنا وإسرائيل والصهيونية»، و«خذها مني، الجالية اليهودية هنا لا تواجه صعوبات». يشتكي العديد من اليهود في السرللمراسلين الأجانب من «التمييز الذي يتسم معظمه بطابع اجتماعي أو بيروقراطي». تعين الحكومة الإسلامية المسؤولين الذين يديرون المدارس اليهودية، ومعظمهم من المسلمين، وتطلب أن تفتح هذه المدارس يوم السبت، يوم السبت اليهودي. (يبدو أنه تم تغييرهذا اعتبارًا من 4 فبراير 2015. كان انتقاد هذه السياسة هو سقوط آخر صحيفة متبقية للجالية اليهودية الإيرانية والتي أغلقت عام 1991 بعد أن انتقدت سيطرة الحكومة على المدارس اليهودية. بدلاً من طرد اليهود بشكل جماعي كما هو الحال في ليبيا والعراق ومصر واليمن، تبنى الإيرانيون سياسة إبقاء اليهود في إيران.
قد يكون اليهود الإيرانيون مرتبطين برغبتهم في البقاء وقد أدى ذلك إلى المبالغة في استخدام مواقفهم المعادية لإسرائيل. كان ردهم على الأسئلة المتعلقة بإسرائيل هو الإنكار التام لإسرائيل أوالتزام الصمت. يمكن ملاحظة مثال على معضلة اليهود الإيرانيين في هذا المثال: «نسمع آية الله يقول إن إسرائيل تتعاون مع الشاه والسافاك، وسنكون حمقى إذا قلنا إننا ندعم إسرائيل. لذلك نحن فقط نلتزم الصمت حيال ذلك... ربما ستنجح. على أي حال، ماذا يمكننا أن نفعل؟ هذا وطننا.» 

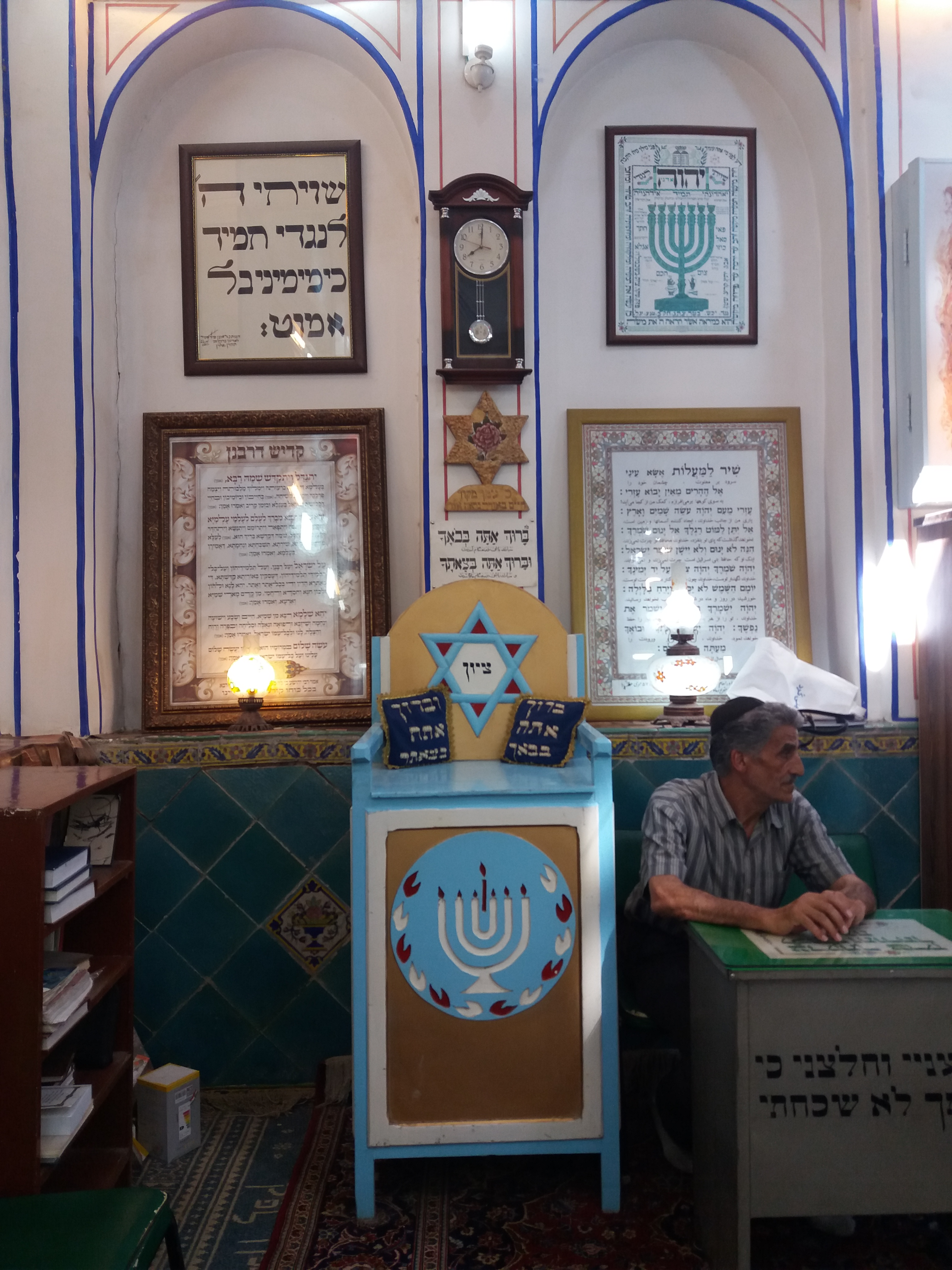
يهودي في معبد الملا ربى في مدينة أصفهان في 2024

## روابط خارجية
- لجنة طهران اليهودية
- لجنة التلفزيون اليهودي الفارسي
- تقرير بي بي سي عن حياة اليهود في إيران
- تاريخ يهود إيران
- لجنة طهران اليهودية (إيران)
- يهود العراق
- التاريخ الشامل ليهود إيران
- الإيرانيون غير المرئيين
- صفحة اليهود الإيرانيين في المكتبة الافتراضية اليهودية
- تقرير الحرية الدينية الدولية ، 2001. إيران في مكتب وزارة الخارجية الأمريكية للديمقراطية وحقوق الإنسان والعمل
- بارثيا (بارثافا الفارسية القديمة)
- مركز التاريخ الشفوي اليهودي الإيراني
- كريستيان ساينس مونيتور: «اليهود في إيران يصفون حياة الحرية على الرغم من الإجراءات المناهضة لإسرائيل من قبل طهران»
- يتذكر اليهود الإيرانيون في الولايات المتحدة نزوحهم الجماعي الصعب أثناء تمسكهم بالتراث وبناء مجتمعات جديدة، جوليا جولدمان، وكالة التلغراف اليهودية في 26 مارس 1999
- موقع Negaresh Sevom اليهودي الإيراني الثقافي والاجتماعي والتحليلي (فارسي)
- صور Zeva Oelbaum في الاتحاد السفاردي الأمريكي، بما في ذلك الصور التي تم التقاطها للجاليات اليهودية في طهران وأصفهان في عام 1976 متاحة علانية للعرض على الإنترنت